# イレーヌ・ネミロフスキー
イレーヌ・ネミロフスキー（Irène Némirovsky, 1903年2月11日  – 1942年8月17日）は、現在のウクライナに生まれ、フランスで活動した小説家、ホロコースト犠牲者。

## 来歴
ロシア帝国領だったウクライナのキエフに生まれた。1918年、ロシア革命の最中パリに移住し、1920年にはソルボンヌ大学に入学する。大学ではロシア文学を専攻した。1926年に銀行員と結婚、1929年には長女が誕生する。
1929年に『ダヴィッド・ゴルデル』がベルナール・グラッセより出版され、作家としてデビューする。同作はジュリアン・デュヴィヴィエ監督によって映画化された。1932年には『クリロフ事件』がピエール・ブレッソンが主宰する「政治・文学年報」に掲載され、翌年に刊行された。
1939年には夫とともにカトリックに改宗する。1942年、ナチス・ドイツ占領下のポーランドのアウシュビッツで獄中死した。

## 作品

### 執筆活動中発表された作品
- L'Enfant génial （1927年）
- David Golder（1929年）『ダヴィッド・ゴルデル』
- Le Bal （1930年）
- Le malentendu （1930年）
- Les Mouches d'automne（1931年）『秋の雪』
- L'Affaire Courilof（1933年）『クリロフ事件』
- Le Pion sur l'échiquier （1934年）
- Films parlés （1934年）
- Le Vin de solitude （1935年）『孤独のワイン』
- Jézabel （1936年）
- La Proie （1938年）
- Deux  （1939年）
- Le maître des âmes （1939年）
- Les Chiens et les loups（1940年）『アダ』

### 死後発表された作品
- La Vie de Tchekhov （1946年）
- Les Biens de ce monde（1947年）『この世の富』
- Les Feux de l'automne （1957年）『秋の火』
- Dimanche （短編集、2000年）　『日曜日』
- Destinées et autres nouvelles （2004年）
- Suite Française（2004年）『フランス組曲』
- Le maître des âmes （2005年）
- Chaleur du sang（2007年）『血の熱』

### 日本語訳された作品
- 『猶太人の悲劇』（西東書林、1936年、内田岐三雄訳）
- 『フランス組曲』（白水社、2012年、新版2020年、野崎歓・平岡敦訳）- ソウル・ディブ（英語版）監督映画『フランス組曲』[2]。
- 『秋の雪』（未知谷、2014年、芝盛行訳）
- 『ダヴィッド・ゴルデル』（未知谷、2014年、芝盛行訳）
- 『クリロフ事件』（未知谷、2014年、芝盛行訳）
- 『この世の富』（未知谷、2014年、芝盛行訳）
- 『アダ』（未知谷、2015年、芝盛行訳）
- 『血の熱』（未知谷、2016年、芝盛行訳）
- 『処女たち』（未知谷、2017年、芝盛行訳）
- 『孤独のワイン』（未知谷、2018年、芝盛行訳）
- 『秋の火』（未知谷、2019年、芝盛行訳）
- 『チェーホフの生涯』（未知谷、2020年、芝盛行訳・解説）
- 『二人』（未知谷、2021年、芝盛行訳）
- 『アスファール』（未知谷、2022年、芝盛行訳）
- 『誤解』（未知谷、2023年、芝盛行訳・解説）
- 『ジェザベル』（未知谷、2024年、芝盛行訳）
- 『獲物』（未知谷、2025年、芝盛行訳）

## 受賞歴
- ルノードー賞（2004年） - 『フランス組曲』（Suite française）に対して